# Streptanthus campestris
Streptanthus campestris är en korsblommig växtart som beskrevs av Sereno Watson. Streptanthus campestris ingår i släktet Streptanthus och familjen korsblommiga växter. Inga underarter finns listade i Catalogue of Life.